# Équipe de Chine féminine de squash
L'équipe de Chine féminine de squash représente la Chine dans les compétitions internationales de squash et dirigée par China Squash Association.
Depuis 2008, le meilleur résultat de la Chine aux championnats du monde par équipes est une 18e place .

## Équipe actuelle
- Ziyi Lyu
- Jiahao Hu
- Lu Chunjing
- Yuning Zhang

## Palmarès championnats du monde par équipes
| Année                    | Résultat             | Classement           | G                    | PL                   |
| ------------------------ | -------------------- | -------------------- | -------------------- | -------------------- |
| Birmingham 1979          | Pas de participation | Pas de participation | Pas de participation | Pas de participation |
| Toronto 1981             | Pas de participation | Pas de participation | Pas de participation | Pas de participation |
| Perth 1983               | Pas de participation | Pas de participation | Pas de participation | Pas de participation |
| Dublin 1985              | Pas de participation | Pas de participation | Pas de participation | Pas de participation |
| Auckland 1987            | Pas de participation | Pas de participation | Pas de participation | Pas de participation |
| Warmond 1989             | Pas de participation | Pas de participation | Pas de participation | Pas de participation |
| Sydney 1990              | Pas de participation | Pas de participation | Pas de participation | Pas de participation |
| Vancouver 1992           | Pas de participation | Pas de participation | Pas de participation | Pas de participation |
| Guernesey 1994           | Pas de participation | Pas de participation | Pas de participation | Pas de participation |
| Petaling Jaya 1996       | Pas de participation | Pas de participation | Pas de participation | Pas de participation |
| Stuttgart 1998           | Pas de participation | Pas de participation | Pas de participation | Pas de participation |
| Sheffield 2000           | Pas de participation | Pas de participation | Pas de participation | Pas de participation |
| Odense 2002              | Pas de participation | Pas de participation | Pas de participation | Pas de participation |
| Amsterdam 2004           | Pas de participation | Pas de participation | Pas de participation | Pas de participation |
| Edmonton 2006            |                      |                      |                      |                      |
| Le Caire 2008            | Phase de poule       | 19e                  | 0                    | 7                    |
| Palmerston North 2010    | Pas de participation | Pas de participation | Pas de participation | Pas de participation |
| Nîmes 2012               | Phase de poule       | 22e                  | 1                    | 7                    |
| Niagara-on-the-Lake 2014 | Phase de poule       | 18e                  | 0                    | 8                    |
| Issy-les-Moulineaux 2016 | Pas de participation | Pas de participation | Pas de participation | Pas de participation |
| Dalian 2018              | Phase de poule       | 16e                  | 0                    | 6                    |
| Total                    | 4/21                 | 0 titre              | 1                    | 28                   |

,